# Roger Matthews
Roger Matthews (Londres, 1948-?, 8 d'abril de 2020) fou un criminòleg, escriptor i professor universitari anglès.

## Trajectòria
Nascut l'any 1948 al barri nord-londinenc de Kilburn, es graduà amb honors en Ciència social a la Universitat de Middlesex, obtingué el màster de sociologia/criminologia a la Universitat de Sussex i es doctorà a la Universitat d'Essex. Treballà de professor a la Universitat de Middlesex (1977-1990), a la Universitat de Leicester (1990-1993), altre cop a la Universitat de Middlesex (1993-2004), a la London South Bank University (2004-2011). Des de 2011 fins a la seva mort impartí lliçons de Criminologia a la Universitat de Kent com a professor i exercí de director dels estudis de màster en Criminologia a l'Escola de Política social, Sociologia i Recerca social de Kent. també fou membre de la Societat Britànica de Criminologia, de la Societat Americana de Criminologia, membre fundador de la Societat Llatino-Americana de Dret Penal i Criminologia (ALPEC), així com membre del consell consultiu internacional del periòdic Theoretical Criminology.
Al llarg de la seva trajectòria va ser conegut com una de les figures clau del realisme d'esquerra, una crítica criminològica tant de la criminologia administrativa dominant com de la criminologia crítica ("idealisme d'esquerra"). Una de les seves obres més rellevants, Exiting Prostitution: A Study in Female Desistance, co-escrita amb el periodista i activista Julie Bindel i dos autors més, obrí el debat sobre els abusos intrínsecs a la prostitució. Bindel manifestà que Matthews era un dels pocs homes acadèmics que considera la prostitució com a abusiva. Morí el 8 d'abril de 2020 després de contraure infecció de COVID-19.

## Obres
- Confronting Crime, Londres: Sage Publications, 1986 (amb Jock Young)
- Informal Justice?, Londres: Sage Publications, 1988
- Privatizing Criminal Justice, Londres: Sage Publications, 1988
- «Alternatives to and in Prison: a Realist approach» a Carlen, P. i Cook, D.: Paying For Crime, Milton Keynes: Open University Press, 1988
- Rethinking Criminology: The Realist Debate, (Sage Contemporary Criminology), Londres: Sage Publications, 1992, ISBN 0-8039-8621-1 (amb Jock Young)
- Issues in Realist Criminology, (Sage Contemporary Criminology), Londres: Sage Publications, 1992, ISBN 0-8039-8624-6 (amb Jock Young)
- Prisons 2000: An International Perspective on the Current State and Future of Imprisonment, Macmillan, 1996, ISBN 0-333-64480-8 (amb Peter Francis)
- Doing Time: An Introduction to the Sociology of Imprisonment. Macmillan/Palgrave, 1999 ISBN 0-333-75231-7
- Crime, Disorder and Community Safety: A New Agenda? Routledge, 2001, ISBN 0-415-24231-2 (amb John Pitts)
- Armed Robbery. Willan, 2002, ISBN 1-903240-60-3
- The New Politics of Crime and Punishment, Willan, 2003, ISBN 1-903240-91-3 (amb Jock Young)
- «The Myth of Punitiveness» a Theoretical Criminology, 2005, 9(2): 175–20
- Assessing the Impact of Anti-Social Behaviour Orders, Policy Press, 2007, ISBN 978-1-84742-057-2 (amb Helen Easton, Daniel Briggs, i Ken Pease)
- Prostitution, Politics and Policy, Routledge-Cavendish, 2008, ISBN 978-0-415-45917-4
- Doing Time: An Introduction to the Sociology of Imprisonment', Palgrave/Macmillan, 2009, ISBN 978-0-230-23552-6
- «Beyond "So What?" Criminology: Rediscovering Realism» a Theoretical Criminology. 2009, 13(3): 341-62.
- «Realist Criminology Revisited» a E. McLaughlin i T. Newburn: The Sage Handbook of Criminological Theory, 2010, ISBN 978-1-4129-2038-4